# Кристиненталь
Кристиненталь (нем. Christinenthal) — община в Германии, в земле Шлезвиг-Гольштейн. 
Входит в состав района Штайнбург. Подчиняется управлению Шенефельд.  Население составляет 51 человек (на 31 декабря 2010 года). Занимает площадь 3,37 км².